# Crystal Kingdom Dizzy
Crystal Kingdom Dizzy is een computerspel dat werd ontwikkeld door Visual Impact en uitgegeven door The Codemasters Software Company Limited. Het spel kwam in 1992 uit voor de Amstrad CPC en Commodore 64. Het spel speelt zich af op een eiland. De speler speelt Dizzy, die de schatten die zijn gestolen moet terugvinden. Dizzy moet uitkijken voor piraten en andere gevaren op het eiland. 

## Platforms
| Jaar | Platform                               |
| ---- | -------------------------------------- |
| 1992 | Amstrad CPC, Commodore 64, ZX Spectrum |
| 1993 | Amiga, Atari ST                        |

## Ontvangst
| Beoordeeld door  | Platform     | Datum         | Score |
| ---------------- | ------------ | ------------- | ----- |
| Sinclair User    | ZX Spectrum  | januari 1993  | 90%   |
| Commodore Format | Commodore 64 | december 1992 | 73%   |
| Datormagazin     | Amiga        | juni 1993     | 60%   |
| Amiga Joker      | Amiga        | februari 1993 | 47%   |